# Китаб маджму тарджуман турки ва аджами ва мугали
«Кита́б маджму́ тарджума́н турки́ ва аджами́ ва мугали́ (ва фарси́)» (араб. كتاب مجموع ترجمان تركي و عجمي و مغلي [و فارسي]‎ — «Общая книга толкования тюркского, монгольского и персидского языков» или «Сводная книга переводчика по-тюркски, и по-персидски, и по-монгольски (и на фарси)») — арабский словарь, созданный для обучения мамлюкско-кыпчакскому языку. Долгое время автор считался неизвестным, позднее было установлено его имя — Халил ибн Мухаммед аль-Кунави (араб. خليل بن محمد القونوي‎).
Рукопись «Китаб маджму тарджуман…» ранее датировалась 1245 годом, но немецкий тюрколог Барбара Флемминг установила точную дату завершения работы над книгой — 27 шаабана 743 года хиджры (25 января 1343 года). Она состоит из тюркской и монгольской частей. Первая часть содержит арабское пособие по кыпчакскому языку, который автор называет «чисто тюркским» языком, который отделяет от языка туркмен. Вторая, монгольская часть «Китаб маджму тарджуман…» состоит из монгольско-персидского и арабско-монгольского словарей, разговорника и тюрко-монгольского словаря личных имён.
«Китаб маджму тарджуман…» впервые был опубликован в 1894 году в Лейдене Мартином Теодором Хаутсмой (нем. Ein Türkisch-Arabisches Glossar). В 1970 году тюрколог А. К. Курышжанов опубликовал монографию «Исследования по лексике старо-кыпчакского письменного памятника XIII в. — „Тюркско-арабского словаря“». 1973 году советский узбекский лингвист А. Юнусов защитил кандидатскую диссертацию «Исследование памятника XIV в. „Таржуман турки ва ажами ва муғали“», которая была издана в том же году в Ташкенте. В 1980 году на узбекском языке был издан труд Юнусова «Таржуман — письменный памятник XIV века» (узб. «Таржумон» – XIV аср ёзма обидаси). В 2019 году в Казахстане А. Н. Гаркавец опубликовал цветное факсимиле всей рукописи с транслитерацией, нормализацией, транскрипцией и переводом тюркской части и тюркский глоссарий к рукописи в целом, в том числе к её монгольской части.